# Melaleuca quadrifaria
Melaleuca quadrifaria är en myrtenväxtart som beskrevs av Ferdinand von Mueller. Melaleuca quadrifaria ingår i släktet Melaleuca och familjen myrtenväxter. Inga underarter finns listade i Catalogue of Life.